# Spinning the Wheel
Spinning the Wheel is een nummer van de Britse zanger George Michael uit 1995. Het nummer werd uitgebracht als derde single van zijn derde studioalbum Older.
Het nummer behaalde niet veel succes in de hitlijsten. Alleen in thuisland Engeland werd een tweede plaats behaald. In Nederland was het zijn eerste solosingle die buiten de top 30 bleef steken.
Ondanks het matige succes verscheen het nummer op beide compilatiealbums van Michael, Ladies & Gentlemen en Twenty Five.

## Hitnotering
| Spinning the Wheel in de Nederlandse Top 40 binnen: 7 september 1996 | Spinning the Wheel in de Nederlandse Top 40 binnen: 7 september 1996 | Spinning the Wheel in de Nederlandse Top 40 binnen: 7 september 1996 | Spinning the Wheel in de Nederlandse Top 40 binnen: 7 september 1996 | Spinning the Wheel in de Nederlandse Top 40 binnen: 7 september 1996 |
| Week                                                                 | 1                                                                    | 2                                                                    | 3                                                                    | 4                                                                    |
| -------------------------------------------------------------------- | -------------------------------------------------------------------- | -------------------------------------------------------------------- | -------------------------------------------------------------------- | -------------------------------------------------------------------- |
| Nummer                                                               | 34                                                                   | 31                                                                   | 34                                                                   | uit                                                                  |

## Tracklist
1. "Spinning the Wheel" - 4:57 (Radio Edit)
2. "You Know What I Want To" - 4:35
3. "Safe" - 4:25
4. "Spinning the Wheel" - 4:41 (Forthright Edit)